# Monte Popa
Il monte Popa (in birmano ပုပ္ပားတောင်) è uno stratovulcano alto 1.518 metri situato nel centro della Birmania. Sulle sue pendici si trovano numerosi templi che lo rendono una popolare meta di pellegrinaggi. La sua area è protetta dall'omonimo parco nazionale.